# Valiant Hearts: The Great War
Valiant Hearts: The Great War (we Francji wydana jako Soldats Inconnus : Mémoires de la Grande Guerre) – komputerowa przygodowa gra akcji osadzona w realiach I wojny światowej, wyprodukowana przez studio Ubisoft Montpellier i wydana przez Ubisoft w 2014 roku.

## Fabuła
Fabuła gry opowiada o czwórce ludzi, których losy splatają się w okopach frontu zachodniego: francuskim rolniku zmuszonym do służby w wojsku, amerykańskim ochotniku szukającym prywatnej zemsty, belgijskiej sanitariuszce próbującej odszukać zaginionego ojca oraz niemieckim piechurze, którego rozdzielono z rodziną. Akcja gry toczy się na przestrzeni lat 1914-1918, a poszczególne etapy rozgrywają się w różnych okresach chronologicznych. Przy tworzeniu fabuły inspirowano się autentycznymi listami żołnierzy pochodzących z czasów I wojny światowej.

## Rozgrywka
Mechanika gry jest uzależniona od sterowanej w danej chwili postaci. Gra posiada elementy zręcznościowe i sekwencje wymagające rozwiązywania zagadek logicznych. Zaimplementowano w niej również elementy skradankowe i eksploracyjne.

## Odbiór gry
We Francji recenzje Valiant Hearts były letnie. Nicolas Charciarek z portalu Jeuxvidéo.com opisywał przygodę kwartetu bohaterów za „dość nieprawdopodobną”, opowiadającą romantyzowaną historię życia podczas wojny, „nasyconą tragikomicznym tonem, który czasami tworzy poczucie oderwania od wydarzeń”. Charciarek dopowiadał, że Valiant Hearts pokazuje „wysoce wystylizowany obraz konfliktu, łączący estetykę komiksu z inscenizacją teatru kukiełkowego (co nie jest pejoratywne, jeśli trzeba to powiedzieć), który więcej sugeruje niż pokazuje”. Matthieu Hurel w recenzji dla Gamekultu chwalił zmiany tempa narracji, gdzie pojawiają się „bardziej szalone momenty […] niezależnie od tego, czy są to szarże z pełną prędkością w trakcie bombardowań i ostrzału z karabinów maszynowych, czy też pościgi samochodowe wykorzystujące ścieżkę dźwiękową ze znanych utworów”. Hurel chwalił też „bardzo konsekwentny kierunek artystyczny i styl graficzny” Valiant Hearts.  
Gianni Molinaro w recenzji dla Gameblog.fr przekonywał, że Valiant Hearts „ma wiele wspólnego z Child of Light. Została zaprezentowana w tym samym czasie, działa na silniku UbiArt Framework i została stworzona przez niewielki kontyngent w Montpellier... I stała się natychmiastowym hitem. Ale to zupełnie inna liga. Przez pryzmat gry przygodowej jest zakotwiczona w realiach I wojny światowej, aby przedstawić losy, które mogą być fikcyjne, ale w które możemy wierzyć z całego serca”.  

## Nagrody
Gra zdobyła Nagrodę Brytyjskiej Akademii Gier Wideo w kategorii ,,Własność oryginalna”. Poza tym gra dostała The Game Awards w kategoriach „Najlepszy scenariusz” oraz „Games for Change”.